# 南京夫子庙

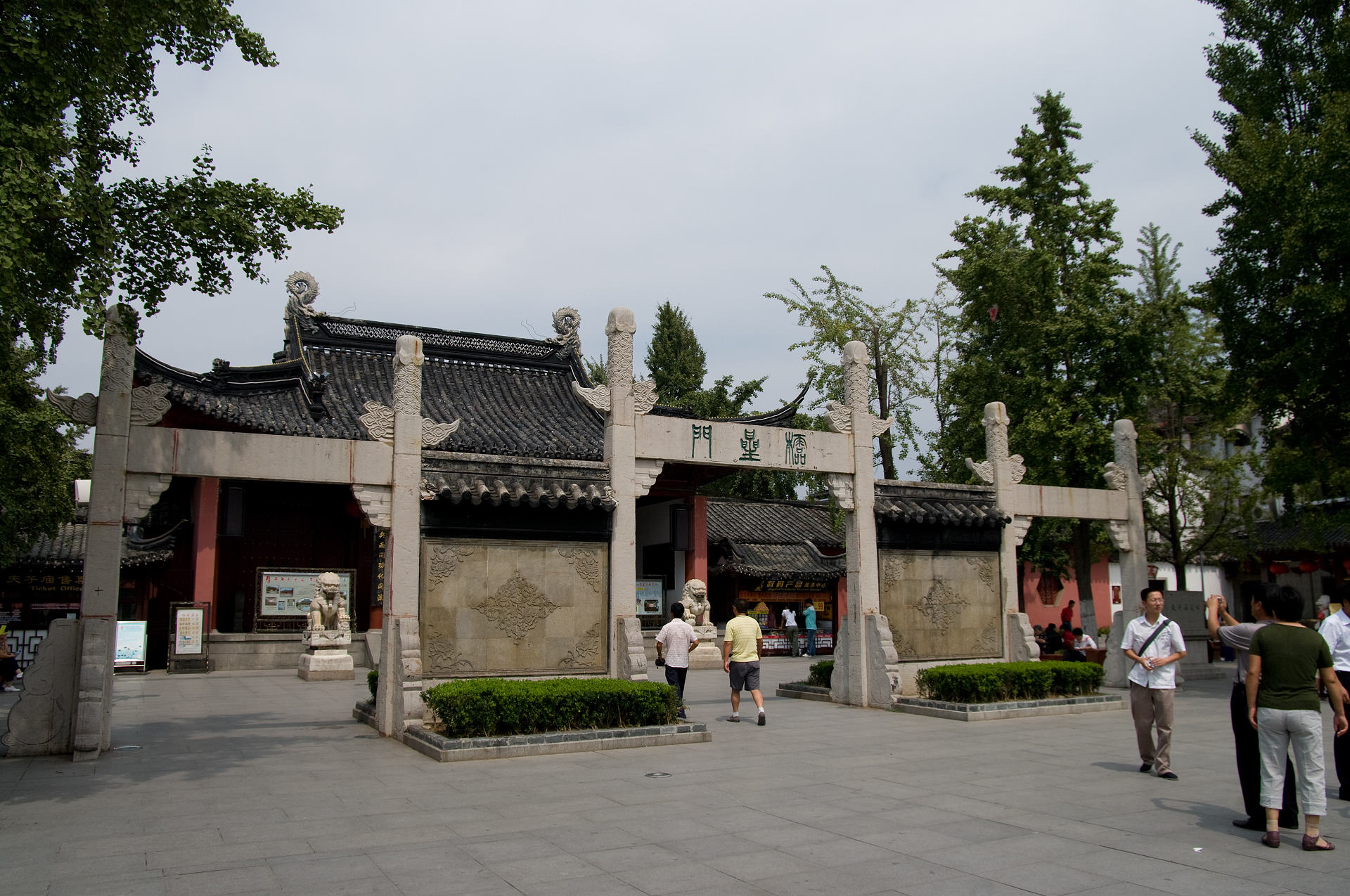
棂星门

南京夫子庙，常简称夫子庙，是一座位于南京市秦淮河北岸贡院街的孔庙。「夫子」是孔子弟子对孔子的尊称。目前以夫子庙为中心、庙市街景合一的秦淮风光景区是集文化、旅游、购物、服务等功能于一体的文化活动中心。附近有夫子庙小学。
夫子庙景区的古建筑群由孔庙、学宫、江南贡院等组成。六朝至明清时，世家大族多聚于夫子庙一带，素有“六朝金粉地”之称，为江南文化枢纽之地，是秦淮风光的核心地带。夫子庙街市是中国著名的传统古街市。每年的春节至元宵节期间在夫子庙举行的金陵灯会，是南京春节最重要的活动之一。

## 历史

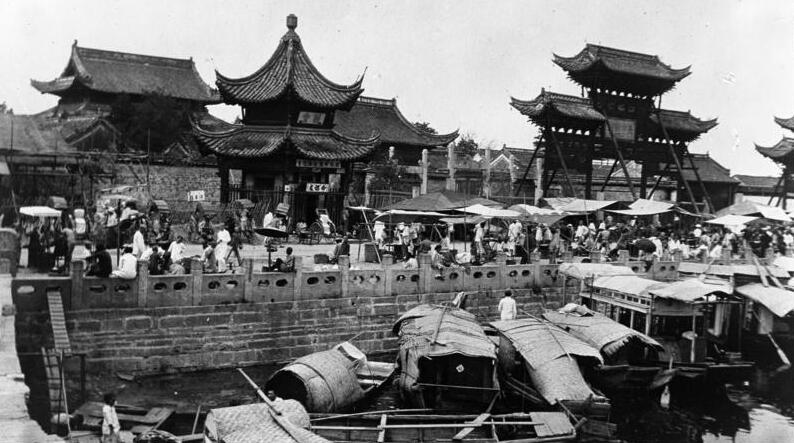
1920年南京夫子庙

夫子庙始建于北宋景祐元年（1034年），由东晋学宫旧址扩建而成，称文宣王庙。南宋建炎时为兵火所毁；绍兴年间重建，为建康府学，同时建科举考场江南贡院；元朝为集庆路学，明朝初为国子监、后为应天府学。夫子庙在清朝又成为江宁、上元两县县学，咸丰年间毁于太平天国之乱，同治年间曾国藩、李鸿章克复金陵后重修扩建，同治五年（1866）为与江宁府学所迁朝天宫的孔庙区分而改称“夫子庙”。1937年遭侵华日军焚烧而严重损毁。
1984年，南京市人民政府、秦淮区人民政府決定复建南京夫子庙。1991年被评为“中国旅游胜地四十佳”之一。2021年2月4日，秦淮·戏院里沉浸式演艺综合体亮相。它位于夫子庙贡院街80号，项目建筑面积50000平方米，共有5層樓。

## 夫子庙建筑
夫子庙前以秦淮河为泮池，北岸由整石雕琢成的石栏建于明正德九年（1514年），是南京夫子庙保留最完好的古代建筑；南岸石砖墙为照壁，建于明万历三年（1575年），长110米，高10米；北岸庙前有聚星亭、思乐亭；中轴线上有棂星门、大成门、大成殿、明德堂、尊经阁；庙东有魁星阁。

### 图集

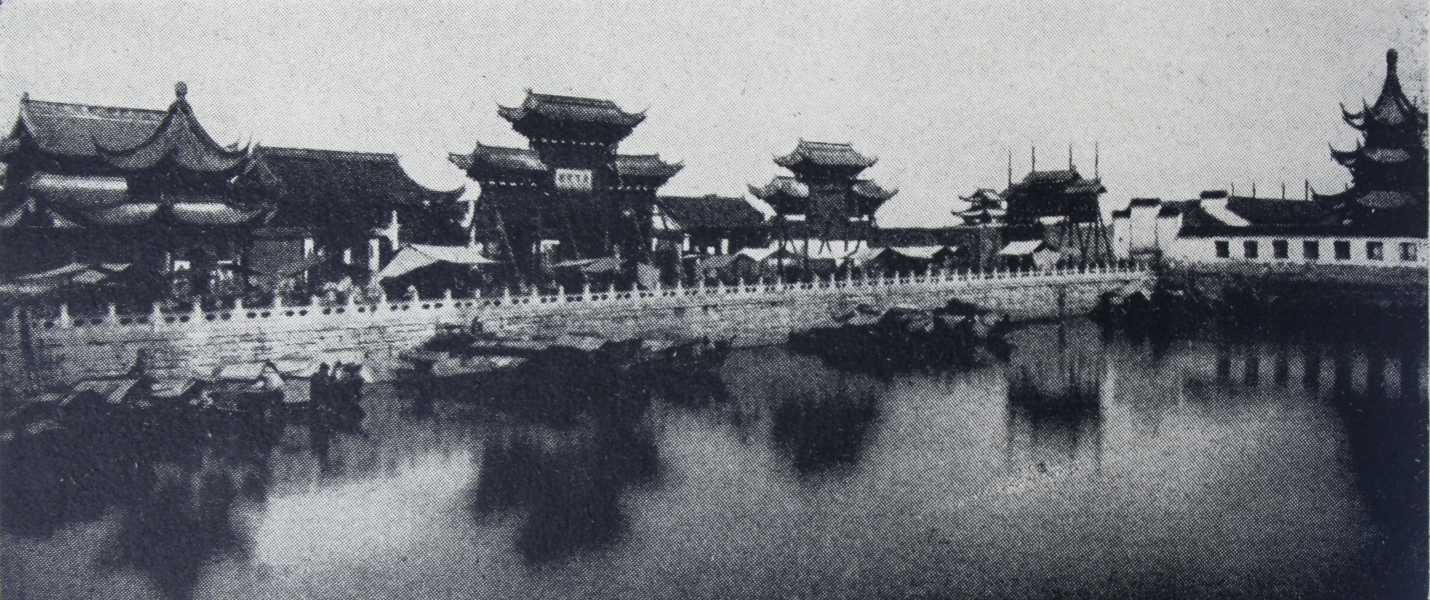
1930年代夫子庙旧景
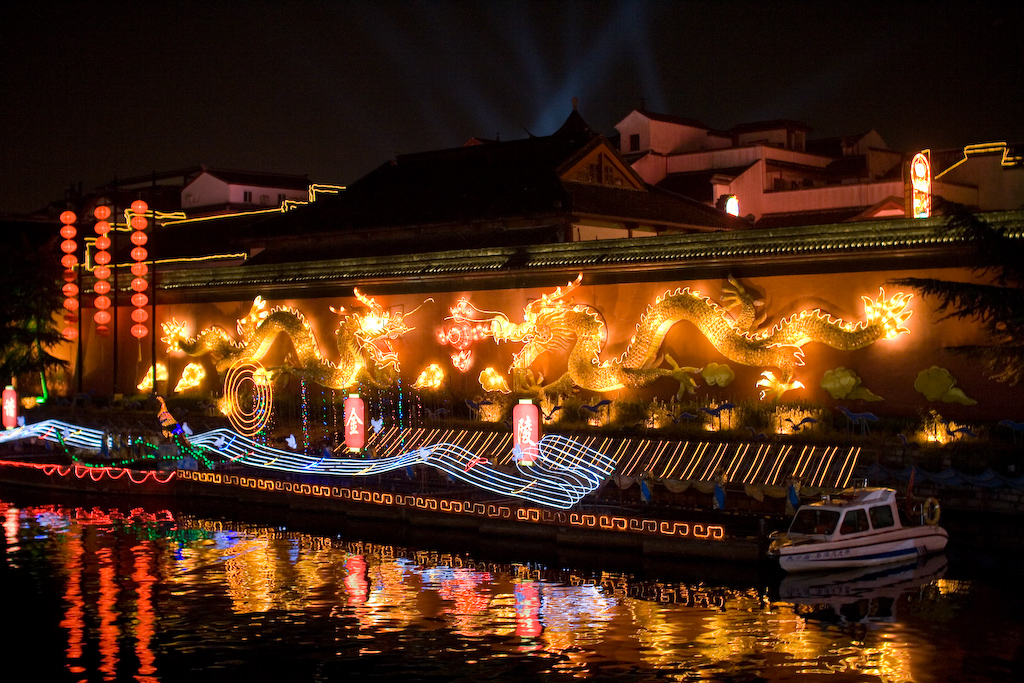
夫子庙大照壁夜景
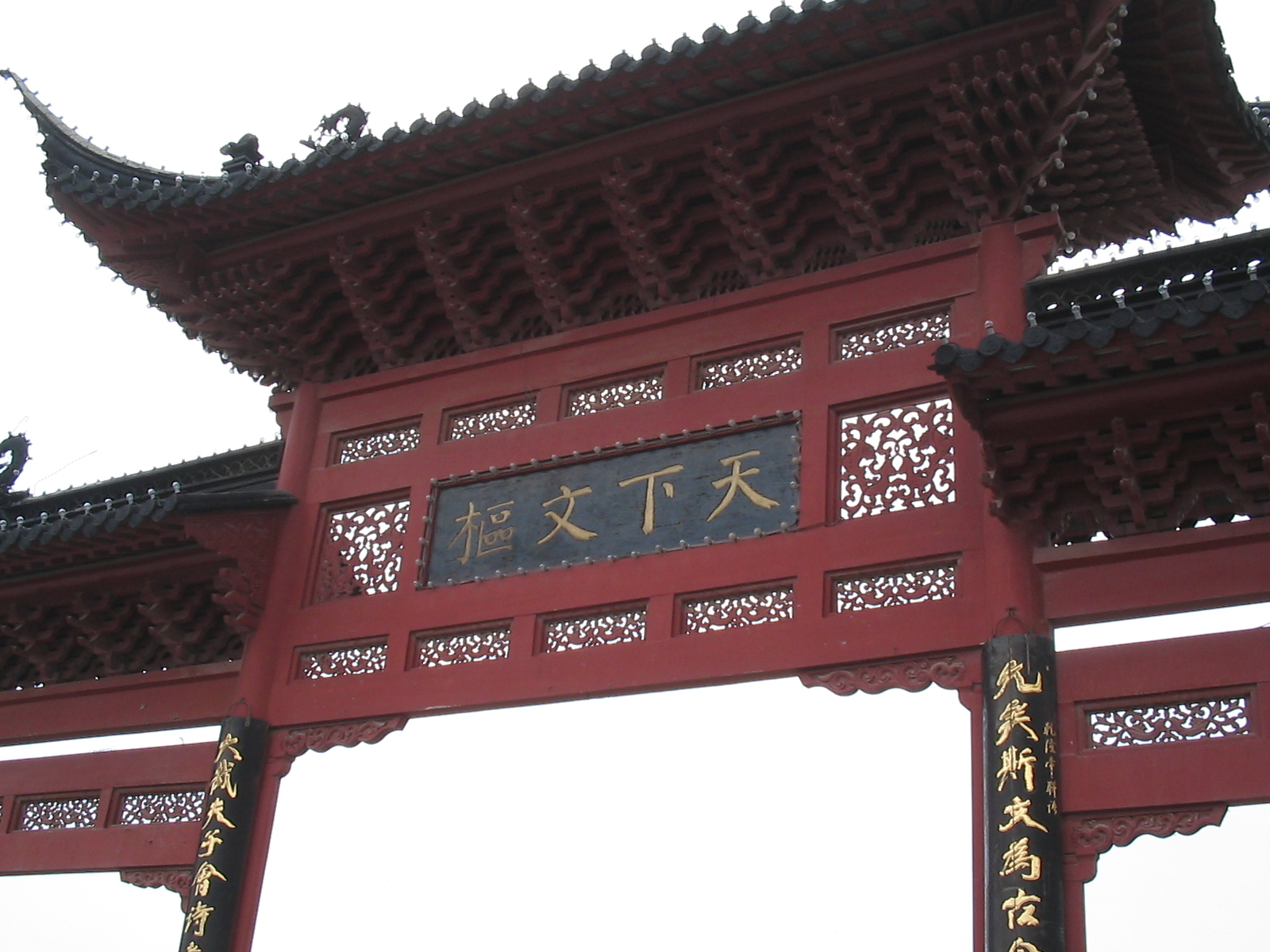
“天下文枢”牌坊
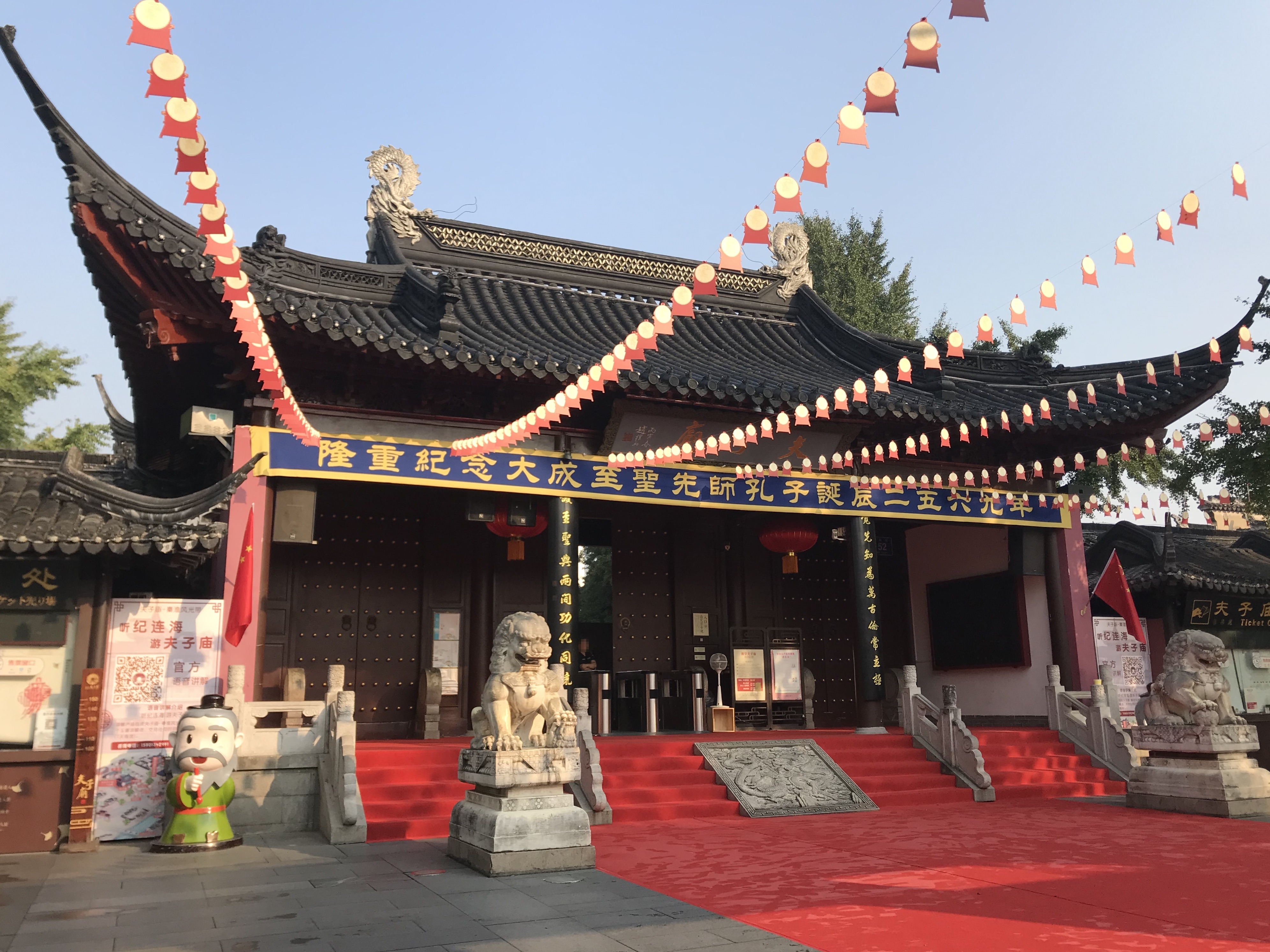
夫子庙正门
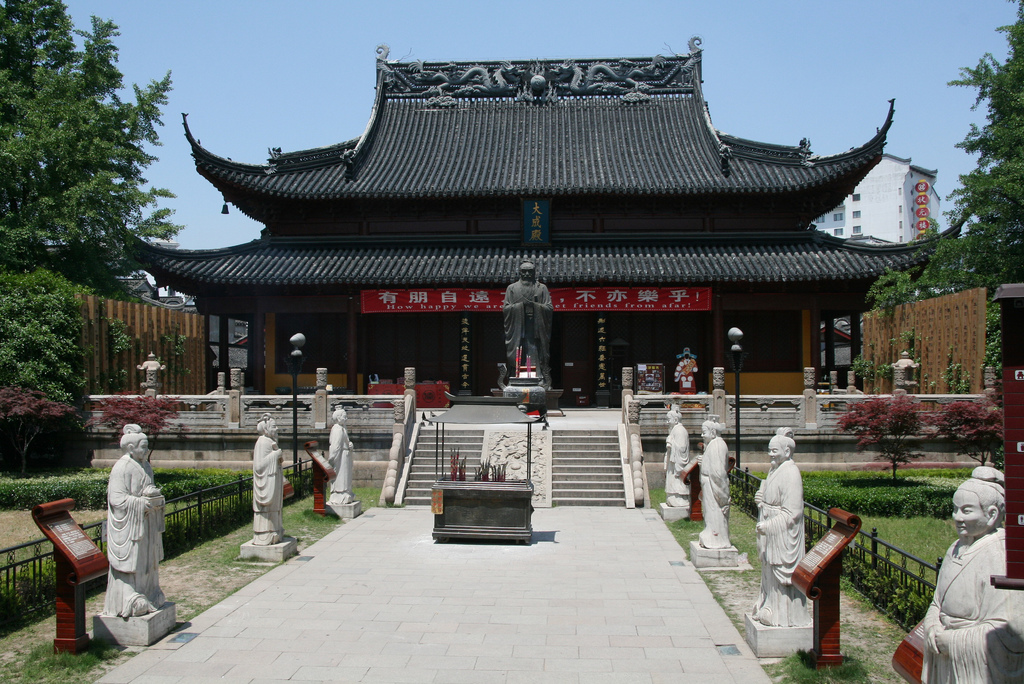
夫子庙大成殿
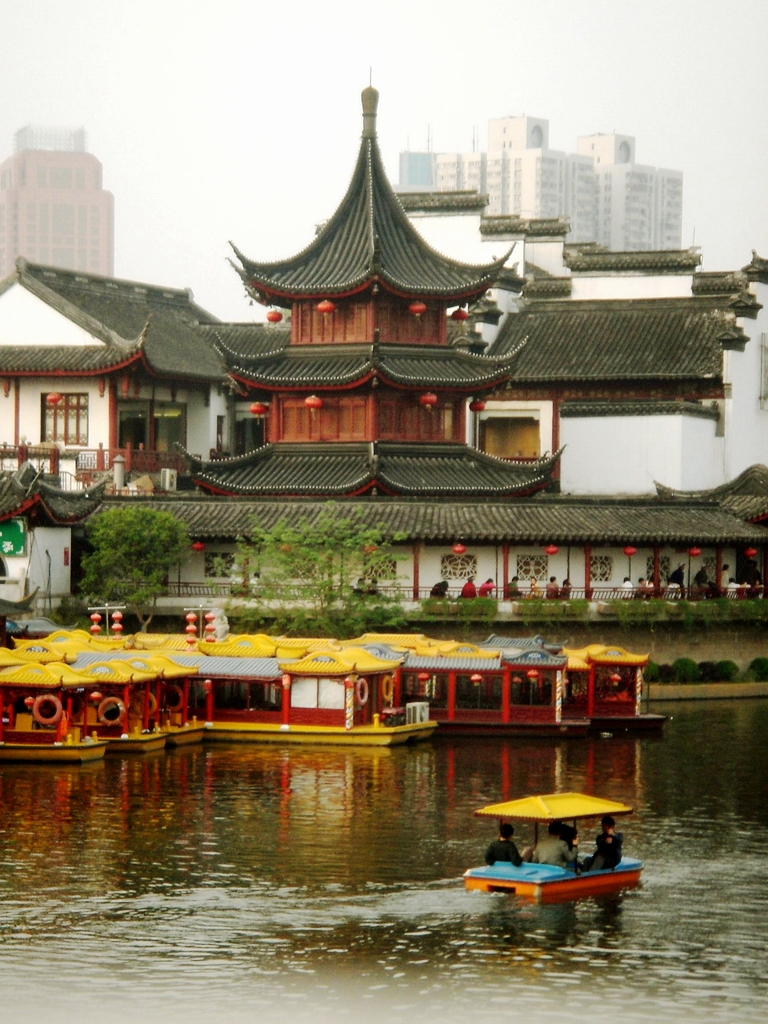
魁光阁

## 景区图集

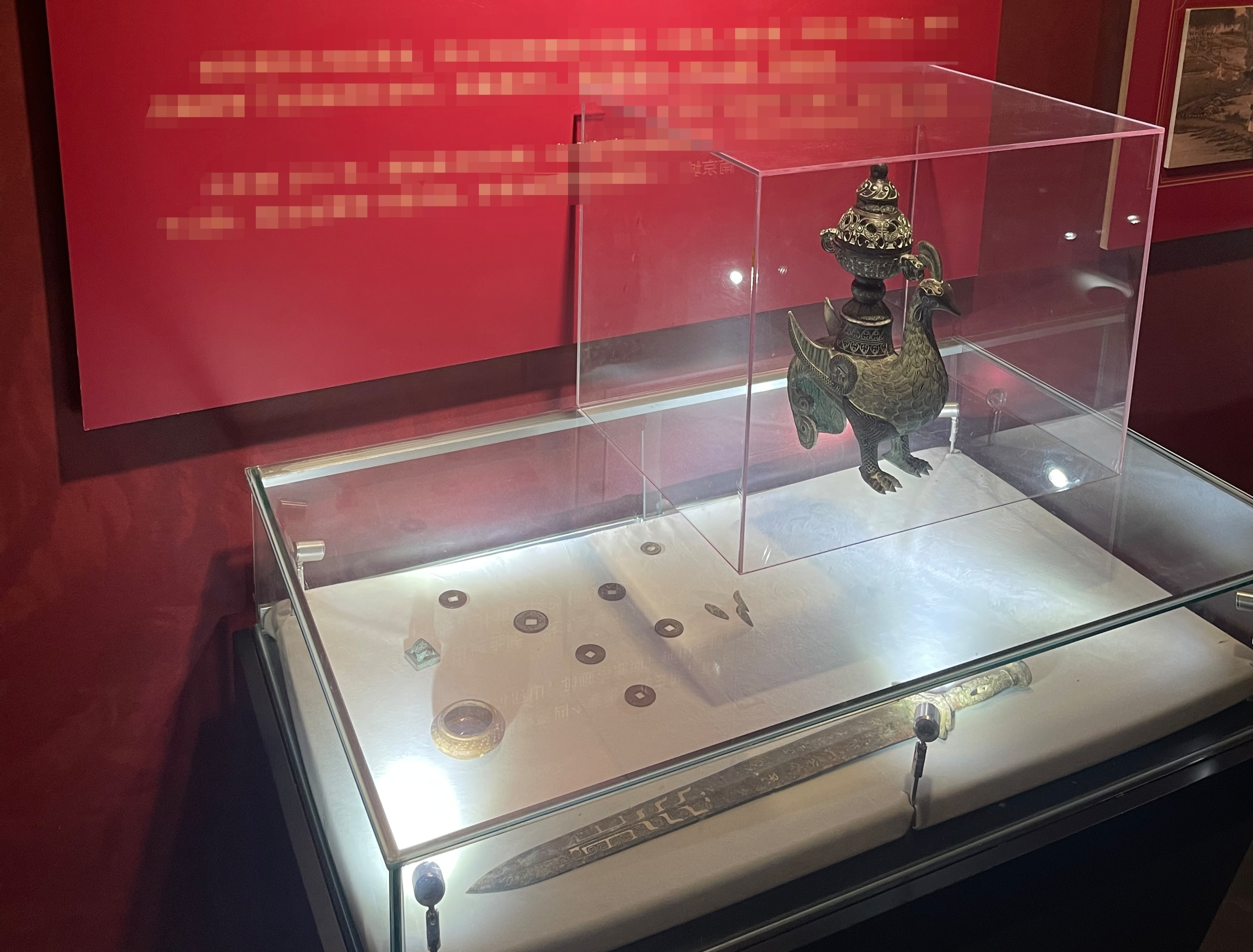
南京记忆文化展览馆
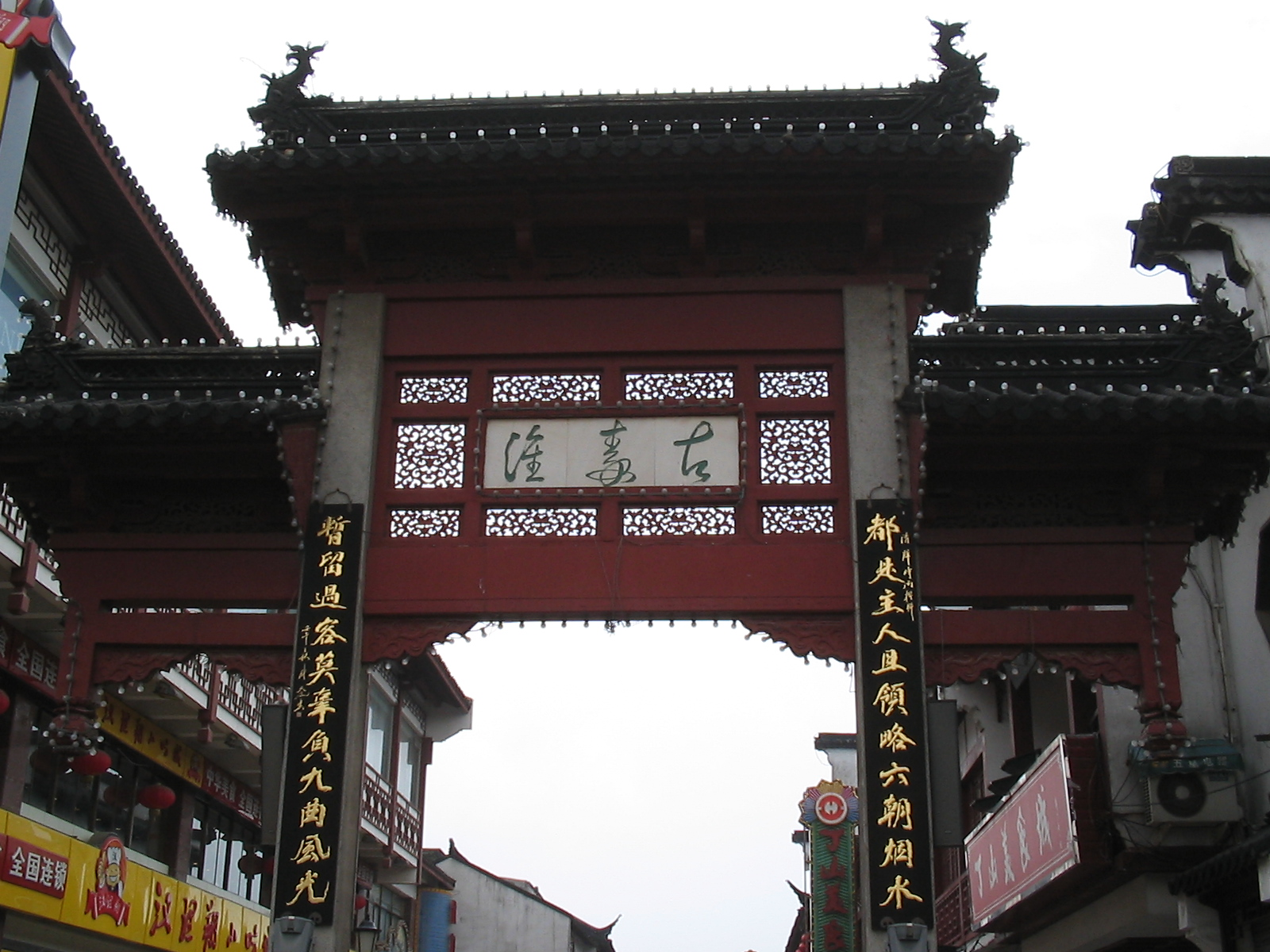
“古秦淮”牌坊
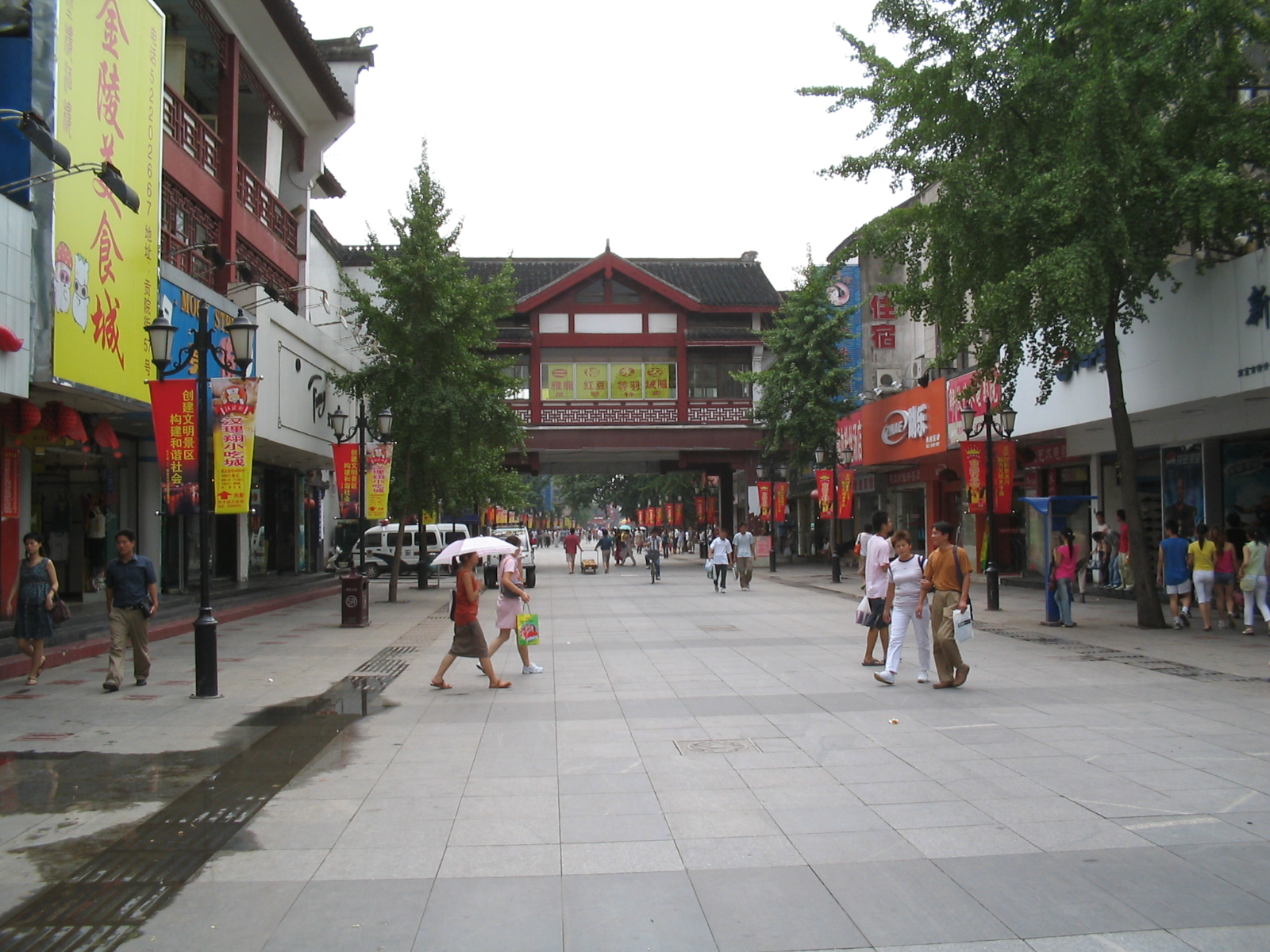
夫子庙街景
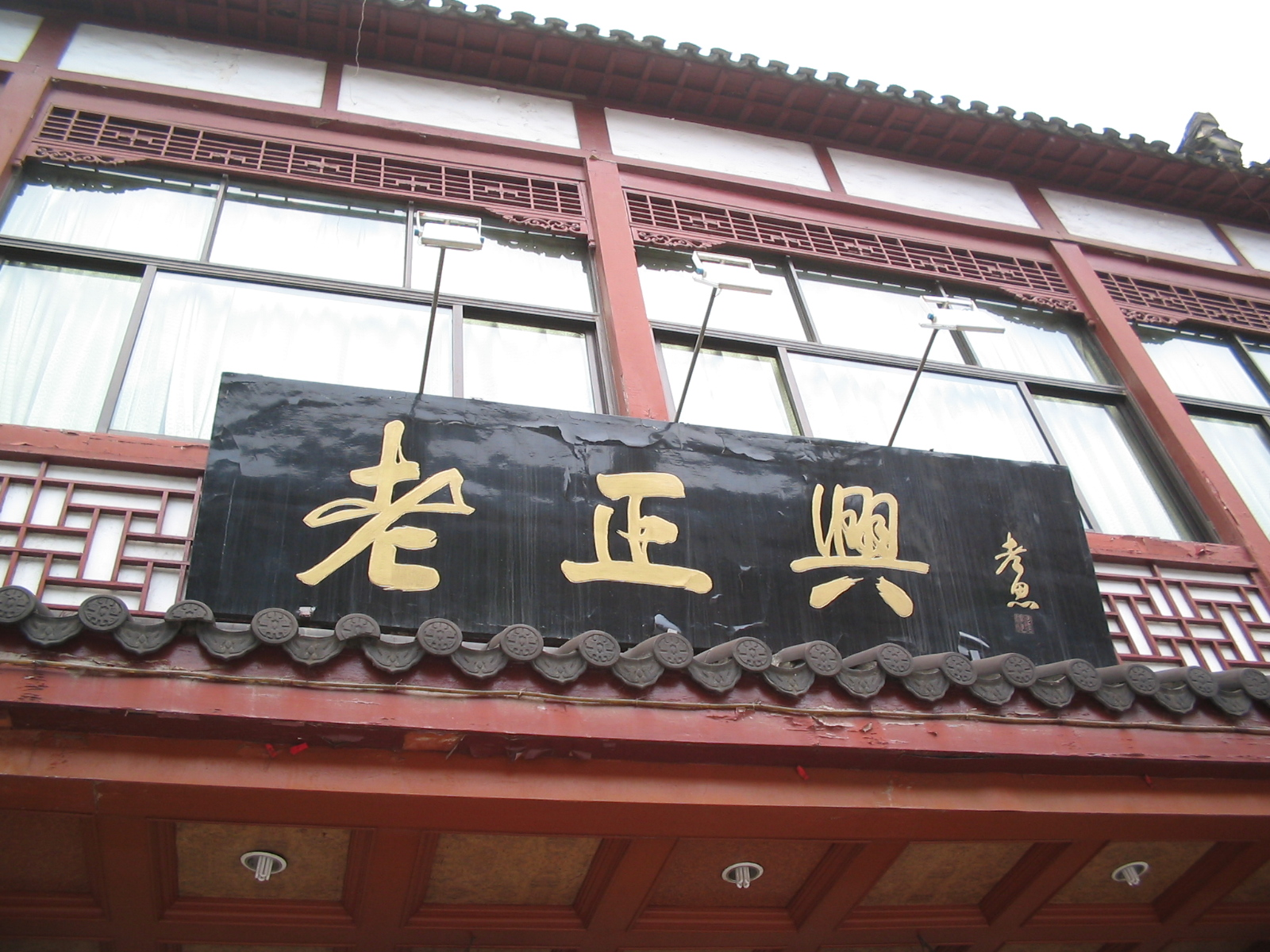
浙绍风味老字号“老正兴”菜馆
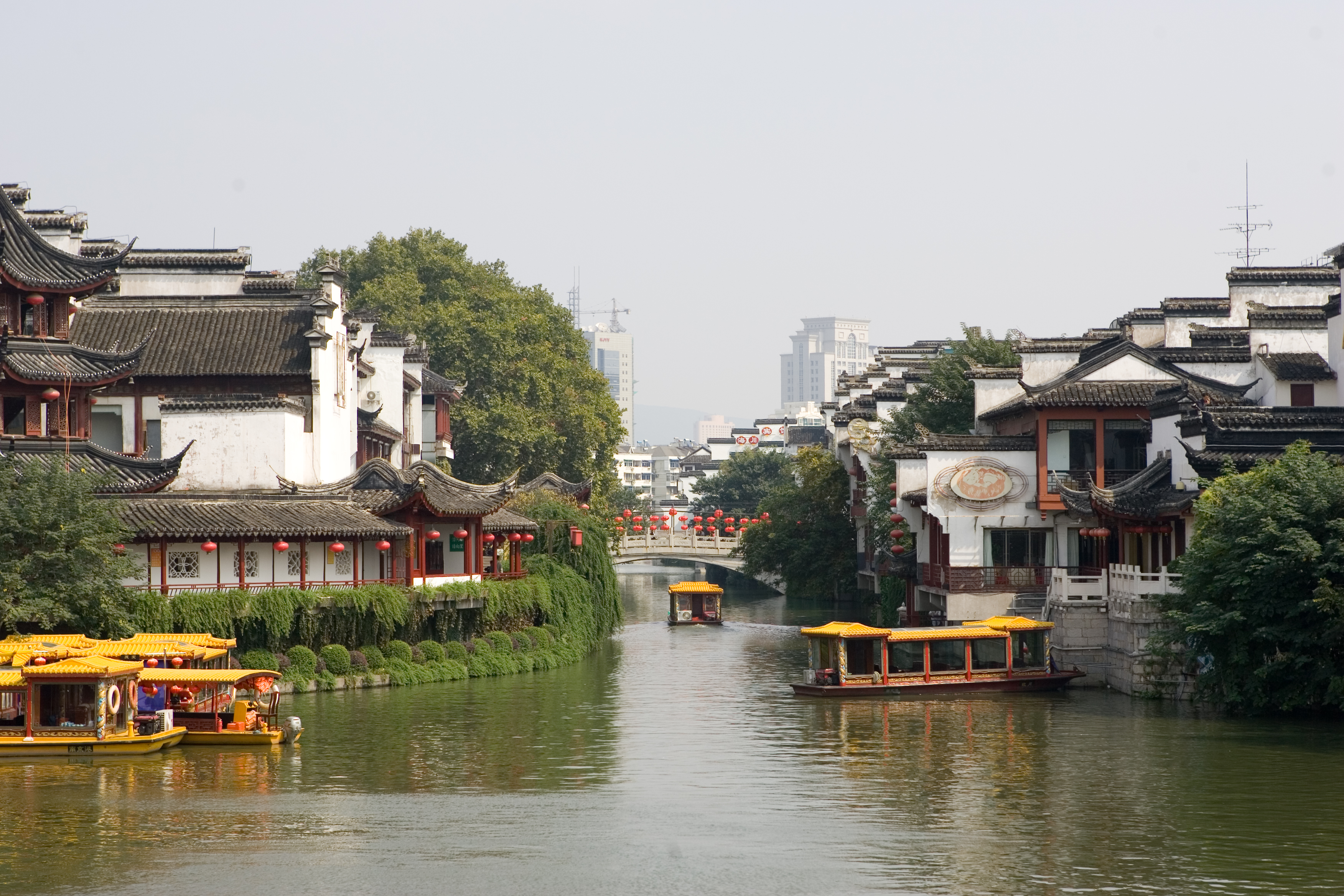
夫子庙秦淮河
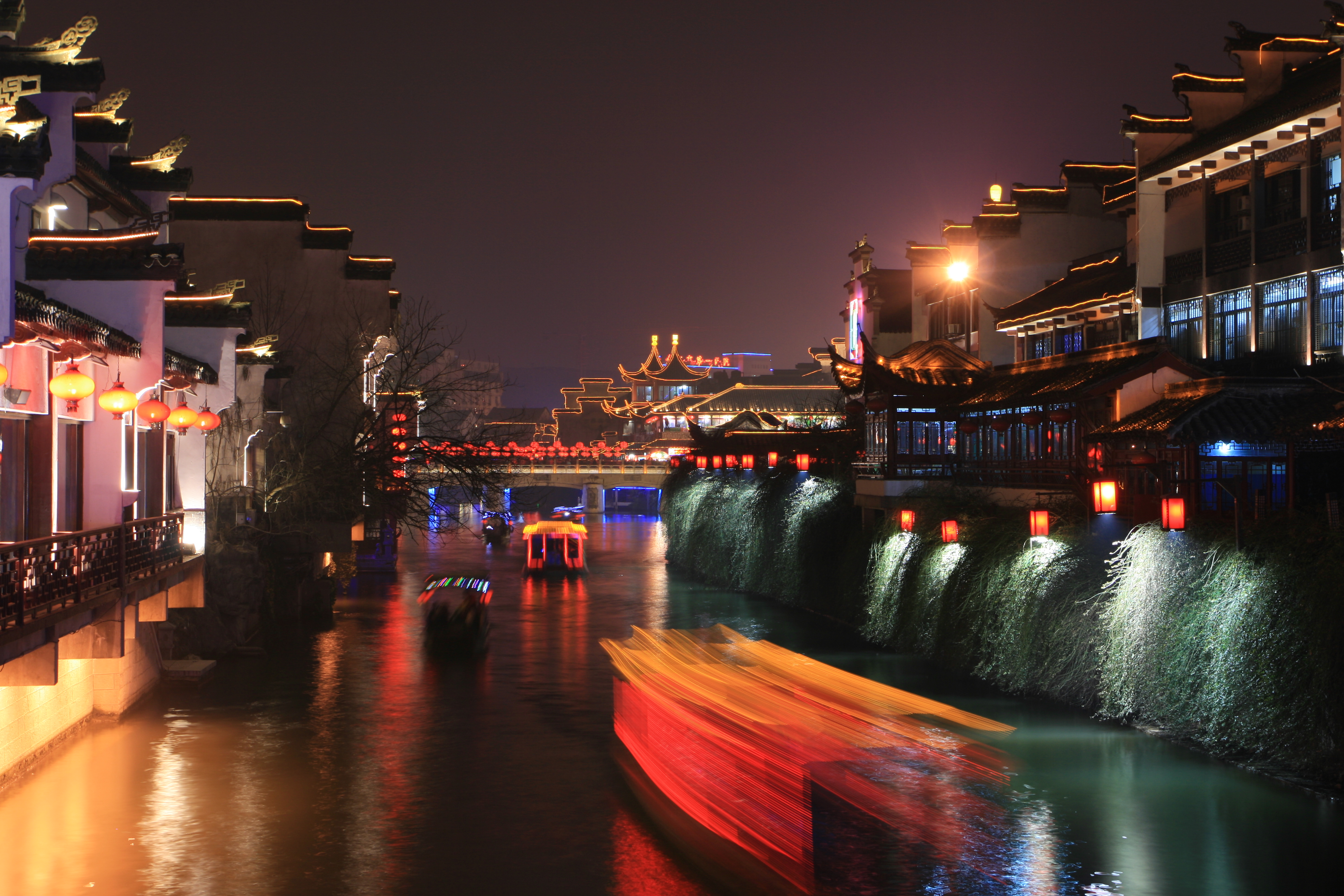
夫子庙夜景
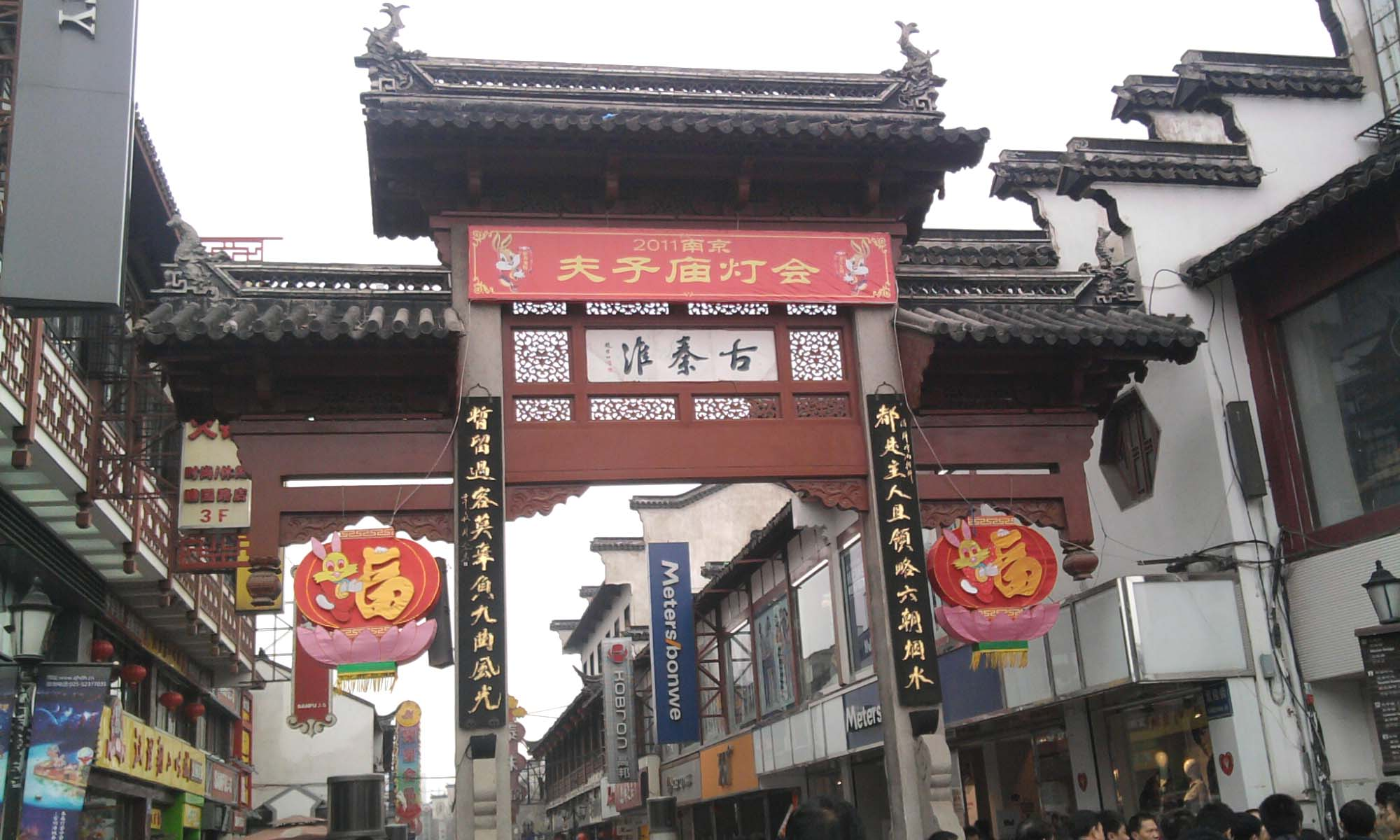
夫子庙灯会
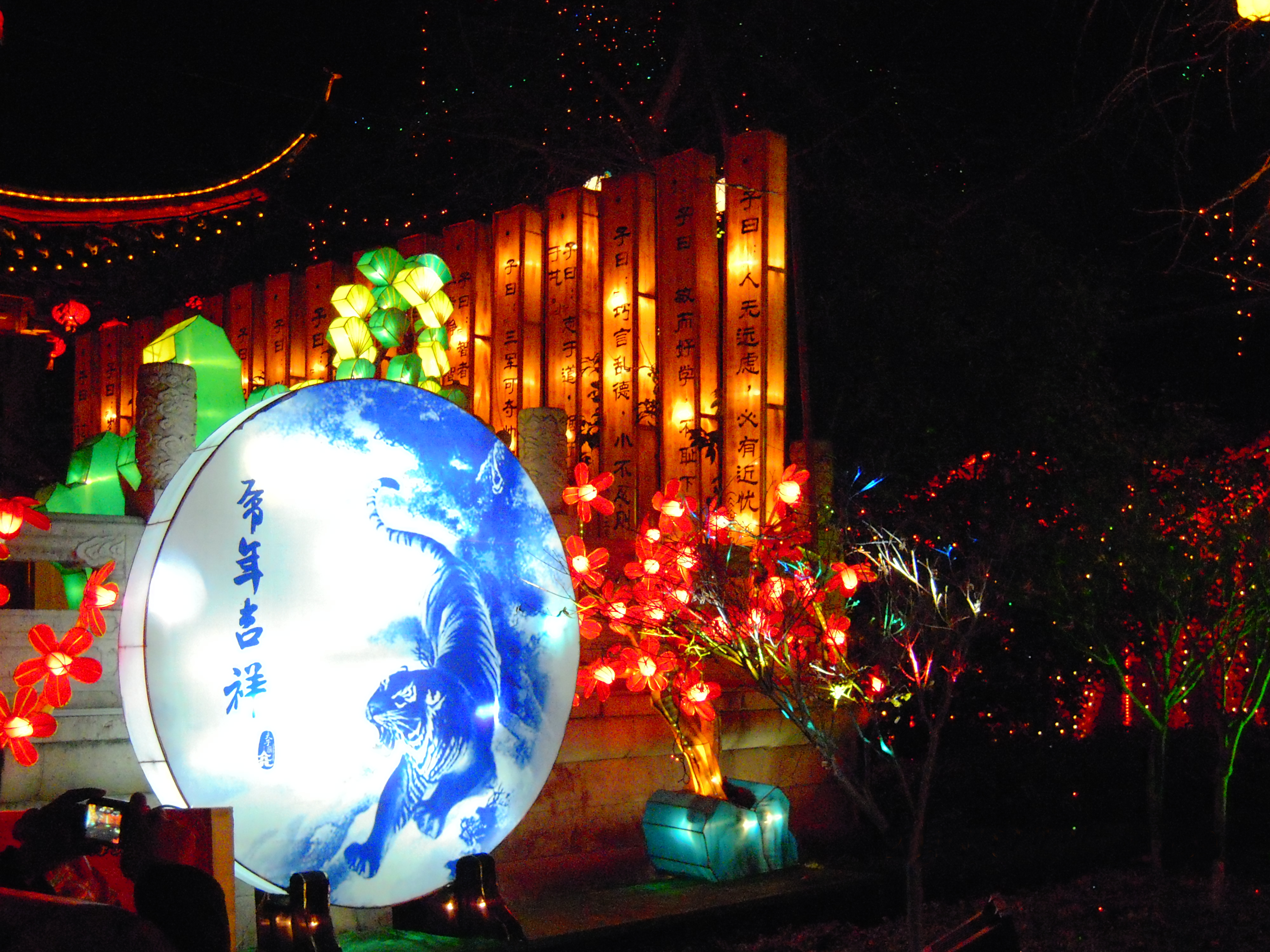
夫子庙灯会夜景
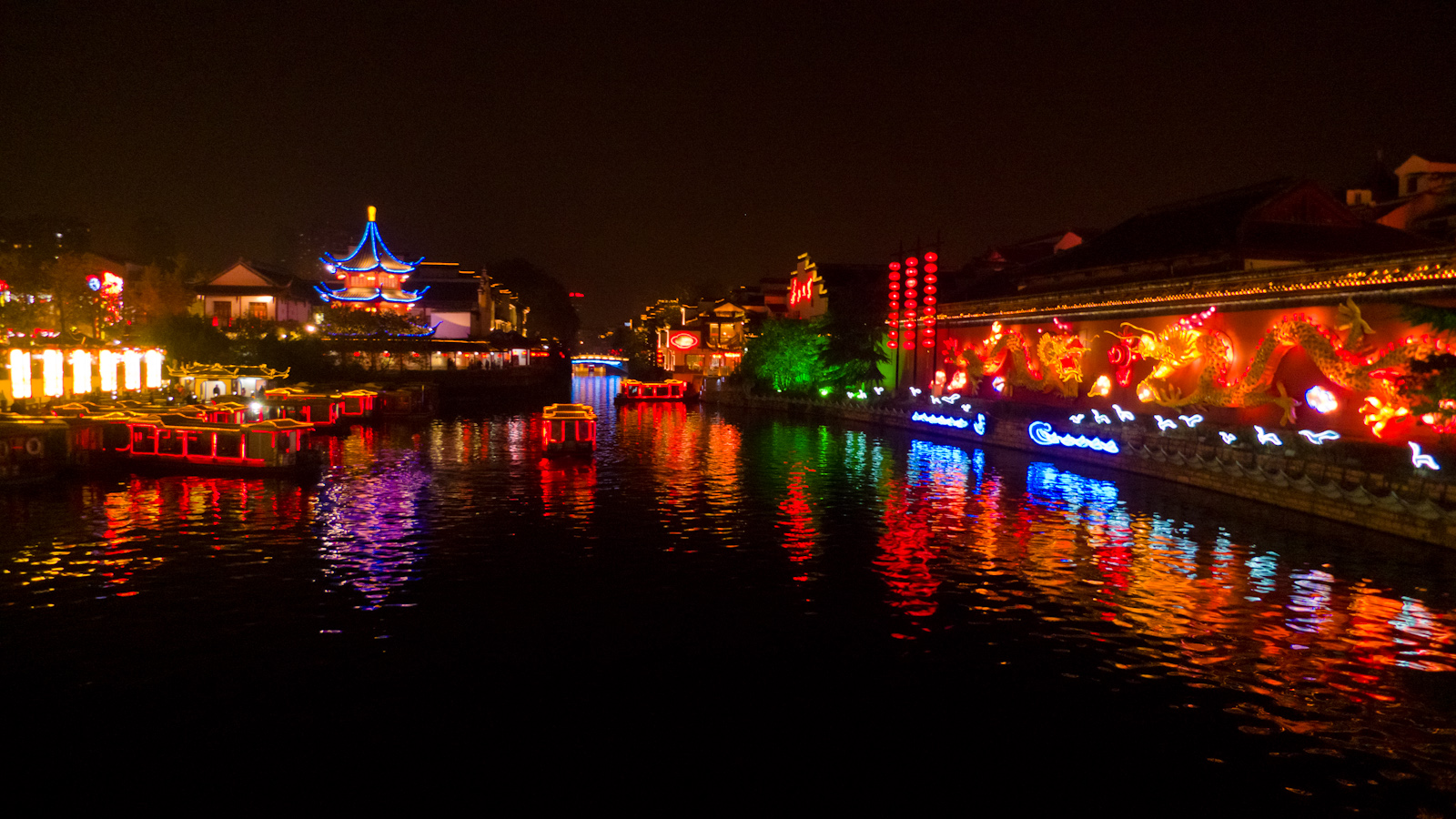
夫子庙段秦淮河夜景

## 夫子庙历史文化街区
夫子庙历史文化街区是入选江苏省历史文化街区名单的南京市11个历史文化街区之一，其范围为：北至建康路、东至平江府路、南至琵琶街、西至四福巷-来燕路。

## 交通

### 公共汽车
| 建康路·夫子庙 | 建康路·夫子庙 | 建康路·夫子庙 | 建康路·夫子庙 | 建康路·夫子庙            |
| 编号          | 路线          | 路线          | 路线          | 备注                     |
| ------------- | ------------- | ------------- | ------------- | ------------------------ |
| Y1            | 南堡公园      | →             | 夫子庙        | 1 夜班；原 801（第一代） |
| Y1            | 南堡公园      | ←             | 建康路·夫子庙 | 1 夜班；原 801（第一代） |
| Y4            | 银城东苑      | ⇆             | 大桥南路总站  | 原 804                   |
| 1先锋线       | 南堡公园      | ⇆             | 建康路·夫子庙 |                          |
| 4             | 银城东苑      | ⇆             | 新街口西      |                          |
| 40            | 月苑南路      | ⇆             | 建康路·夫子庙 |                          |
| 44            | 宁双路东      | ⇆             | 兰园          |                          |
| 202           | 雨花台南大门  | ⇆             | 灵谷寺公园    | 原 游2                   |
| 202区间       | 雨花台南大门  | ⇆             | 理工大        |                          |

| 太平南路·夫子庙 | 太平南路·夫子庙 | 太平南路·夫子庙 | 太平南路·夫子庙 | 太平南路·夫子庙          |
| 编号            | 路线            | 路线            | 路线            | 备注                     |
| --------------- | --------------- | --------------- | --------------- | ------------------------ |
| Y1              | 南堡公园        | →               | 夫子庙          | 1 夜班；原 801（第一代） |
| Y1              | 南堡公园        | ←               | 建康路·夫子庙   | 1 夜班；原 801（第一代） |
| Y2              | 雨花南路总站    | ⇆               | 幕府创新小镇    | 原 802（第一代）         |
| Y4              | 银城东苑        | ⇆               | 大桥南路总站    | 原 804                   |
| 1先锋线         | 南堡公园        | ⇆               | 建康路·夫子庙   |                          |
| 4               | 银城东苑        | ⇆               | 新街口西        |                          |
| 40              | 月苑南路        | ⇆               | 建康路·夫子庙   |                          |

## 夫子庙一带名胜
- 南京记忆文化展览馆[5]
- 江南贡院
- 瞻园
- 白鷺洲公園
- 王谢故居
- 李香君故居陈列馆
- 吴敬梓故居
- 秦淮河
- 中华门城堡
- 大照壁
- 乌衣巷

## 交通
南京地铁1号线三山街站、地铁3号线夫子庙站。